# Samppa Hirvonen
Samppa Hirvonen (18 mei 1978) is een voormalige bassist van de Finse band Nightwish. Hij trad op bij live optredens in de vroege dagen van de band, dat was voordat het permanente lid Sami Vänskä aan werd genomen.